# Gazeta de Caracas
La Gazeta de Caracas se considera el primer periódico de Venezuela, que vio luz por primera vez en el año de 24 de octubre de 1808 y fue contrarrestado por el periódico Correo del Orinoco.

## Antecedentes
En 1542 apareció en América la primera hoja impresa. Este trascendental acontecimiento tuvo lugar en México: Se trataba de la edición de un relato sobre el terremoto en Guatemala ocurrido un año antes. Lima parece haber sido la segunda ciudad americana que conoció la información tipográfica. Según lo afirma Hole, desde 1594 aparecieron allí «hojas de noticias similares a las de México». En La Habana, en Bogotá, en Buenos Aires, los volantes surgieron en los años 1764, 1785 y 1799 respectivamente. Otras ciudades, como Quito y Montevideo, recibieron el siglo XIX con las primeras intentonas para establecer sus respectivos periódicos impresos.

## Tres siglos de oscurantismo
Solamente Venezuela estaba al margen de este sensacional descubrimiento. El Consejo de Carlos IV de España —«no conviene que se ilustre a los americanos»— según algunos, se aplicaba rigurosamente a los venezolanos, pero la frase ha sido ya muy discutida.[cita requerida] En el siglo XVIII, el supremo Consejo de Indias ordenó la requisa de todos los libros y papeles que habían entrado al país. Hasta permitió que se apoderasen de la correspondencia privada, «si ésta puede ser reveladora de planes contra el sosiego y obediencia de las colonias». En 1797, el Tribunal de la Real Audiencia de Venezuela dice que uno de los motivos provocadores de la rebelión fue «la introducción de papeles de las islas extranjeras y del viejo continente, a pesar de la activa vigilancia de las autoridades».
Ese abismo que existía entre las mentalidades criollas y cultura europea únicamente pudieron salvarlo los hijos de acaudalados españoles. Sus viajes al exterior, especialmente a Francia, salpicaron sus cerebros de nuevas ideas. Por medios sigilosos, lograban introducir esos «papeles y libros» incendiarios. Pero el resultado de sus lecturas, así como las noticias de guerra y conspiraciones circulaban clandestinamente, de boca en boca o en las entrelíneas de una carta amorosa. Se practicaba, aún entrado el siglo XIX, el periodismo
anterior a los “avvisi” del siglo XVI.
El «Siglo de las Luces» nació (como su nombre lo indica) en medio de los fulgores revolucionarios de la Francia enciclopedista. Napoleón (aprovechándose de ese
entusiasmo popular), conquistaba pueblos europeos. Tras la firma del Tratado de Fontainebleau (1807) la península ibérica había sido
invadida por las tropas francesas. La «Pérfida Albión» se mantenía erguida gracias al Canal de la Mancha. Gran Bretaña ayudaba a la Corte de Madrid contra el invasor. La heroica resistencia de los españoles había trascendido al Nuevo Mundo en forma de resonados triunfos. Se necesitaba aupar el espíritu antinapoleónico en los Virreinatos y Capitanías. La prensa, aliento de multitudes, sería el vehículo más apropiado. Y he aquí a Inglaterra insistiendo para que Venezuela fundara su primer periódico en 1808. Fue menester que la escarapela tricolor tramontara los Pirineos para que se concediera la autorización tan solicitada desde hacía mucho tiempo. La sugerencia de Inglaterra, aliada del Imperio español y dispuesta a sacar partido de todo «río revuelto», tuvo más peso ante el escritorio del Capitán General Juan de Casas que todo el montón de peticiones criollas empolvadas en un viejo armario. Nuestra suposición no se basa únicamente en estas circunstancias internacionales. Es necesario recalcar que los primeros dueños de la imprenta fueron dos ingleses, quienes la compraron en la vecina colonia británica de isla Trinidad.

## La imprenta de Miranda
La primera imprenta que llegó a playas venezolanas vino a bordo del “Leander” en 1806. El Generalísimo Francisco de Miranda al acercarse a nuestras costas había unido a la acción eficiente de la espada, la de la persuasión por medio de la imprenta. El Precursor la aprovechó para lanzar su proclama de Coro. Fracasada la expedición, la imprenta fue a parar a Trinidad. Allí estuvo guardada por dos años hasta que, a mediados de 1808, los ingleses Mateo Gallagher y James Lamb la compraron a través de las diligencias que había iniciado Francisco González de Linares enviado por el capitán general Juan de Casas. Después de haber obtenido el permiso correspondiente, la instalaron en la calle Catedral, esquina de la Torre, de Caracas.

## Aparece el primer periódico venezolano
Armada la imprenta, se distribuyeron volantes anunciando la pronta aparición de un periódico. Se le titularía Gazeta de Caracas. De esta manera se proseguía fiel a la rutina: se repasaban las huellas de los primeros periódicos del continente, titulados Gazeta de México, Gazeta de La Habana, Gazeta de Buenos Aires, etc. Nombres que, a su vez, recordaban a la moneda veneciana gazetta, a cuyo precio se vendían los periódicos en la floreciente ciudad italiana.
El primer número de la Gazeta de Caracas apareció el lunes 24 de octubre de 1808. Se componía de cuatro páginas a doble columna. Anunciaba que su precio sería de real y medio; la suscripción anual de los siguientes números, editados los viernes de cada semana, costaría 8 pesos. Traía una nota editorial, Apertura de la Imprenta, en la cual se leía: «Mucho tiempo ha que la ciudad de Caracas echaba de menos el establecimiento de la imprenta. Los socios D. Mateo Gallagher y D. Jaime Lamb esperan tener la dicha de realizar tan justos deseos y piden al público se sirva acoger favorablemente sus servicios». Y más adelante: «La utilidad de un establecimiento de esta clase, en una ciudad como Caracas, no puede dejar de ser obvia a cualquiera de sus ilustrados habitantes, no bajo los puntos de vista que ofrecen la Agricultura y el Comercio, sino también la Política y las Letras. 
Se suplica, por lo tanto, a todos los sujetos y señoras que por sus luces e inclinación se hallen en estado de contribuir a la instrucción pública y a la inocente recreación que proporciona la lectura amena ocurran con sus producciones, en Prosa o en Verso, a la oficina de la Imprenta». «Al mismo tiempo se solicita la asistencia de todas las personas instruidas en las Ciencias y Artes, se da al público la seguridad de que nada saldrá de la prensa sin la previa inspección de las personas que al intento comisione el Gobierno, y que por consiguiente en nada de cuanto se publique se hallará la menor cosa ofensiva a la Santa Religión Católica, a las leyes que gobiernan al país, a las buenas costumbres, ni que pueda turbar el reposo o dañar la reputación de ningún individuo de la sociedad, a que los propietarios de la prensa tienen en el día el honor de pertenecer».
«Cuando se reciban noticias, cuyo inmediato conocimiento interese al público, habrá una Gazeta Extraordinaria, de que se avisará por los Carteles en los Parajes acostumbrados. Los señores subscriptores la tendrán gratis y los que no lo sean ocurrirán a la oficina de la Imprenta donde la obtendrán a un precio proporcionado». (Nota del autor: la primera Gazeta Extraordinaria apareció el lunes 31 de octubre de 1808, anunciando los éxitos ingleses en Portugal y de los españoles en la Península).
«Para facilitar la venta de haciendas, casas y otras propiedades, para proporcionar el pronto alquiler de otras, el hallazgo de los esclavos huidos y alhajas perdidas, y en una palabra para publicar todo género de avisos que convengan a los particulares, ocurrirán estos señores con la papeleta respectiva a la casa de los impresores, y pagando la cuota que se pondrá en tarifa especial, se insertará la nota correspondiente en este periódico».
Bajo el título «Noticias» se lee: «La historia de todos los siglos no presenta un ejemplar compatible a la identidad de principios, ideas y conductas, manifestada contra el tirano de Europa, por los habitantes de todos los dominios Españoles. En un vasto imperio, esparcido sobre todo el globo, compuesto de partes separadas por un océano inmenso, solo
se ha oído un grito general, PRIMERO MORIR QUE ACEPTAR EL YUGO DE NAPOLEON».
Luego cartas del capitán general de la isla de Cuba y del virrey de Nueva Granada, donde ponen de manifiesto que Carlos IV abdicó a favor de Fernando VII. Una «declaración de nulidad» de los decretos de abdicación y cesión de la corona de España firmados en Francia por los Sres. Reyes D. Fernando VII y D. Carlos IV. Dicha declaración fue enviada por D. Bartholomé Muños, desde Madrid, 12 de agosto de 1808. Termina este primer número de la “Gazeta” con una “relación circunstanciada de lo acaecido en el real sitio de Aranjuez y Corte de Madrid, de resultas de haber creído el pueblo que ss. mm. querían dejar la capital; prisión del ex-almirante Príncipe de la Paz; y
coronación del Príncipe de Asturias, ahora Fernando VII”. Esta relación continuará publicándose en los Nos. 2, 3, 4 y 5 de la Gazeta”.

## La Gazeta del 27 de abril de 1810
La primera época de la “Gazeta” transcurrió bajo la dirección española. A partir de los acontecimientos del 19 de abril de 1810, se inicia la segunda época con la redacción de los patriotas Sanz, Roscio, Muñoz Tébar, Salinas, García de Sena, Zea, José Luis Ramos, los Paúl y del irlandés Guillermo Burke. La primera edición republicana, que lleva el N.º 95, trae un título distinto a los anteriores. Su tipo es ahora gótico y de unos tantos puntos más
grande que el anterior. Debajo de este título, el lema romano: “Salus populi suprema lex
est”. El editorial de ese día (27 de abril) se inicia así: “Cuando las sociedades adquieren la libertad civil que las constituye tales, es cuando la opinión pública recobra su imperio y los periódicos que son el órgano de ella adquieren la influencia que deben tener en lo interior y en los demás países donde son unos mensajeros mudos, pero veraces y enérgicos que dan y mantienen la correspondencia recíproca necesaria para auxiliarse unos pueblos a otros. La Gazeta de Caracas destinada hasta ahora a fines que ya no están de acuerdo con el espíritu público de los habitantes de Venezuela va a recobrar el carácter de franqueza y de sinceridad que debe tener, para que pueda el Gobierno y el pueblo lograr con ella los benéficos designios que han producido nuestra pacífica transformación”.
Reseñando los sucesos acaecidos 8 días antes dice. “Todo llevó el carácter de la beneficencia y la generosidad en el día 19 de abril, y si en las calles no se oyó una sola voz que no fuese súplica sumisa, pretensión justa, recompensa debida, vivas y aclamaciones, tampoco amaneció el día 20 sin que de la Sala Capitular salieran decretos muy propios de un Gobierno paternal y digno de un pueblo acreedor a tal Gobierno. Apenas las primitivas atenciones de seguridad lo permitieron, decretó el Gobierno provisional que fuesen libres del derecho tiránico de alcabala todas las subsistencias y objetos de necesario consumo para que la conveniencia individual proveyese al abasto público tan esencial en estas circunstancias. 
En seguida alzó a los indios el tributo a que estaban sujetos, para que los primitivos propietarios de nuestro suelo gozasen antes que nadie de las ventajas de nuestra regeneración civil. La agricultura recibió de nuevo una multitud de brazos útiles que bajo el pretexto de una policía mal entendida y de una seguridad insidiosa, yacían en las cárceles, bajo el carácter ficticio de vagos por perjuicio de nuestra prosperidad agrícola: y la tropa que toma las armas para solemnizar una resolución en que nada tuvo que hacer la fuerza, obtuvo pre-doble hasta nueva orden, en recompensa de sus sentimientos y de la bizarría con que éstos decidieron favorablemente nuestra suerte”.
En otro párrafo se refiere la “Gazeta” a las ofertas patrióticas que se hicieron en apoyo de la causa patriótica. Cita una lista: “D. Felipe Malpica, hacendado y vecino de Valencia, freció mantener a sus expensas 30 hombres de a Caballo durante las actuales circunstancias; D. Vicente Blanco, rico ganadero, 60 caballos de sus hatos; D. José Ventura Santana, Negociante, 40 piezas de cotonia para vestuarios de tropas; D. Toribio Espinoza, Hacendado y Negociante, 2.000 pesos en efectivo, 1.000 para lo que creyese más conveniente el Gobierno y 1.000 para premio de los jóvenes que expusieron sus vidas en la acción del 19, de que resultó nuestra actual felicidad, según los juzgue acreedores la Junta Suprema, con oferta ilimitada de todos sus bienes; D. Gragorio Cabrera, administrador del tabaco en La Guaira, 50 quintales de café; D. Francisco y D. Juan de Tovar, ricos ganaderos, 100 reses; los señores Ugarte y Aramburu, negociantes, 50 piezas de cotonia y 1.006 v. de lienzo de Galicia para vestuario; D. José Joaquín de Liendo, Pbro. 20 pesos; D. Francisco Martínez Pérez, una hermosa casa que acaba de edificar, para los usos que estime conveniente el Gobierno y todos sus bienes; D. Juan Álvarez, su persona y todo cuanto tiene”.

## Trece años de volubilidad y de cómo pasa de "Gazeta" a "Gaceta"
La primera época patriótica de la “Gazeta” feneció en julio de 1812 con la capitulación de Miranda. El 4 de octubre del mismo año, después de la entrada de Domingo Monteverde a Caracas, la “Gazeta” pasó al dominio realista. Los redactores españoles suprimen la máxima adoptada por la Junta Suprema. La segunda época realista de la “Gazeta” termina en 1813. Simón Bolívar entra en Caracas a principio de agosto del mismo año y la “Gazeta” sale en la segunda época patriota. Se repone la divisa eliminada; se enumeran las ediciones con cifras romanas y, a partir del IV, se sustituye el precepto latino por el francés: “L’injustice a la fin produit l’Independence”.
La entrada de José Tomás Boves a Caracas en julio de 1814 inicia la tercera época realista de la “Gazeta” que sale el 1.º de febrero de 1815 bajo la dirección del mulato José Domingo Díaz. Este desertor de la causa patriótica confiesa, según afirma Guzmán, que “para dañar la Revolución mutila, desfigura e inventa noticias”. Desde aquella fecha el periódico se llamará “Gaceta de Caracas”, cambiando la z en c. El triunfo de las armas republicanas en Carabobo terminó con ese “centón insípido de mentiras e injurias”, como calificaron a la “Gazeta” de 1815-21 los historiadores Baralt y Díaz. Depreciación justa que no incluye los dos números que se editaron durante la ocupación temporal de Caracas por el ejército oriental de Bermúdez.
La “Gazeta” (ahora Gaceta) sale en su última y tercera época patriótica en el segundo semestre de 1821. Se encabeza su título con “República de Colombia”. Apareció hasta 1822. Fue imposible que se mantuviera en pie, después de haber sido desprestigiada por la última redacción imperialista. Sucumbió ya cumplida su misión histórica. Había abierto los ojos de los venezolanos ante la prensa periódica. Al desaparecer, varios pueblos de provincia tenían su propia imprenta. Desde 1818, funcionaba en Angostura la prensa utilizada por Bolívar para editar el “Correo del Orinoco”. Se conocía “El Mercurio Venezolano”. En Valencia, “El Publicista” iniciaba la impresión del primer “diario de debates” de la Constituyente. Al cabo de tres lustros, se realizaba lo que tanto temían los españoles al publicarse el primer periódico venezolano en 1808.